# Sándor Ék
Sándor Ék (Szentmihályfa, 27 d'agost de 1902 – Budapest, 15 de gener de 1975) va ser un pintor i dissenyador gràfic hongarès guanyador del premi Kossuth.

## Biografia
El 1915 va estudiar a la companyia Schlich-Nicholson durant la República Soviètica Hongaresa, després va ingressar a l'Acadèmia de Belles Arts Proletár, on va rebre classes de pintors famosos com Béla Uitz i József Nemes-Lampérth. El 1918 es va convertir en membre del Kommunisták Magyarországi Pártja. El 1920 va emigrar a Viena i el 1921 va participar en la Internacional de la Joventut a Moscou i després va estudiar amb El Liszicki durant alguns mesos. El 1922 va marxar a Berlín, on va treballar al Jugendverlag. El 1923 va viure a París, va tornar a Hongria l'any 1924 i va ser detingut. Després de ser alliberat, va tornar a viure a Alemanya el 1925, on va esdevindre membre del Partit Comunista d'Alemanya. El 1933, quan Adolf Hitler va arribar al poder, es va veure obligat a emigrar a Moscou. L'any 1934, va guanyar el concurs per al 10è aniversari de la mort de Lenin amb el cartell 10 év Lenin nélkül. El 1944 va tornar a Hongria com a soldat de l'Exèrcit Roig. El 1948 va ser nomenat director del Museu d'Arts Aplicades. Des de 1949, va ser professor al Col·legi Hongarès de Belles Arts, on va dirigir el departament d'Arts gràfiques.
Els primers anys de la seva pintura es van definir per l'enfocament avantguardista i la visió constructivista. Més endavant, però, per les seves conviccions obreristes, va rebutjar aquestes tendències estilístiques. Després va pintar els seus quadres amb un estil realista i va seguir un mode de representació descriptiu representant el treballador conscient a les seves teles mentre es mofava de l'«enemic de classe» en els seus gràfics i cartells. Els seus dibuixos es caracteritzen per una representació heroica de l'obra. També va pintar escenes de gènere d'inspiració idíl·lica i els seus retrats són veritables exemples del realisme socialista.